# Celestyn Paczkowski
Celestyn Mieczysław Paczkowski (ur. 6 stycznia 1962 w Polskiej Cerekwi) – polski franciszkanin, patrolog, doktor habilitowany nauk teologicznych, profesor nadzwyczajny Uniwersytetu Mikołaja Kopernika w Toruniu.

## Życiorys
Po ukończeniu studiów filozoficznych w Wyższym Seminarium Duchownym Franciszkanów we Wrocławiu, został skierowany na studia teologiczne do Studium Theologicum Jerosolimitanum w Jerozolimie. Po otrzymaniu święceń prezbiteratu w Jerozolimie 29 czerwca 1988 i ukończeniu studiów patrystycznych w Papieskim Instytucie Wschodnim w Rzymie, rozpoczął pracę naukowo-dydaktyczną w seminarium Kustodii Ziemi Świętej w Jerozolimie. Był również wykładowcą Franciszkańskiego Studium Biblijnego w Jerozolimie.
Po powrocie do Polski został wykładowcą w Wyższym Seminarium Duchownym Franciszkanów we Wrocławiu i na Wydziale Teologicznym Uniwersytetu im. Adama Mickiewicza w Poznaniu.
Został członkiem Prowincji św. Jadwigi Zakonu Braci Mniejszych we Wrocławiu. 
W 2004 na podstawie dorobku naukowego oraz rozprawy pt. Rzeczywistość, symbol i tajemnica. Jerozolima w starożytnej literaturze chrześcijańskiej okresu przedchalcedońskiego otrzymał na Wydziale Teologii Katolickiego Uniwersytetu Lubelskiego Jana Pawła II stopień doktora habilitowanego nauk teologicznych w zakresie nauk teologicznych. Został profesorem nadzwyczajnym Wydziału Teologicznego Uniwersytetu Mikołaja Kopernika w Toruniu oraz kierownikiem Zakładu Patrologii i Antyku Chrześcijańskiego na tym wydziale.
Publikuje na łamach polskich i włoskojęzycznych periodyków naukowych. Teksty popularnonaukowe dotyczące archeologii biblijnej, polityki krajów Bliskiego Wschodu i historii kościołów wschodnich patrologa ukazują się na łamach katolickiego kwartalnika Ziemia Święta. Współpracuje z polskim Komisariatem Ziemi Świętej w Krakowie, organizując pielgrzymki do krajów Bliskiego Wschodu.

## Wybrana bibliografia naukowa
- Gv 1,1-18 nell'esegesi di S. Basilio Magno, Roma-Jerusalem 1994
- Esegesi, teologia e mistica. Il prologo di Giovanni nelle opere di S. Basilio Magno, Jerusalem 1995
- Rzeczywistość, symbol i tajemnica – Jerozolima w starożytnej literaturze chrześcijańskiej okresu przedchalcedońskiego, Wrocław 2003